# Менгу

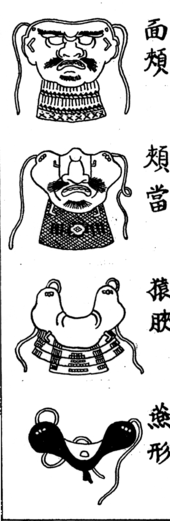
Різноманітні типи менгу періоду Едо

Менгу або мен йорої — термін для різних типів бойових личин, які були частиною обладунку класу самураїв та їх слуг у феодальній Японії. У відкритому бою спрощені бойові маски також використовували ніндзя.

## Опис і значення
Менгу закривало від можливих бойових поранень стрілами, осколками та ковзними ударами, або все обличчя, або його частину, а також надавало спосіб підтримати кабуто - верхній важкий шоломом самурая. Шнур (ремінь) кабуто для його фіксації (синобі-но о) прив'язувався під підборіддям до менгу. Були невеликі гачки (орі-кугі) або кріплення (одоме), розташовані в різних місцях, щоб надійніше скріпити менгу та кабуто. Шию і плечі захищав обід з металу - нодава (нодова, йодаре-каке), який кріпився до нижньої частини шолома або личини.
Менгу могла бути виготовлена з металу чишкіри (нерігава) або їх комбінації. Личини могли покривати лаком або піддавати їх корозії, вони також могли включати різні лицьові деталі, такі як пишні сиві вуса і брови, зуби, що стирчать, знімний ніс (від звичайного до величезних розмірів), дзьоби демонів-тенгу: всі ці додаткові елементи призначалися для навіювання противнику різних емоцій: від симпатії до забобонного страху
 Більшість менгу, крім хаппурі, мали невеликий отвір (асе нагасі-но ана) під підборіддям для стікання поту.
Менгу схожі на маски, що застосовувалися важкою броньованою кіннотою та піхотою в стародавніх китайських арміях від епохи правління династії Хань до династії Сун.

## Типи менгу
Типові різновиди менгу включали: сомен (закривалося все обличчя), мемпо (обличчя нижче рівня очей), хаппурі (П-подібний захист чола і щік), хамбо (підборіддя), хоате (щоки та підборіддя .

### Сомен

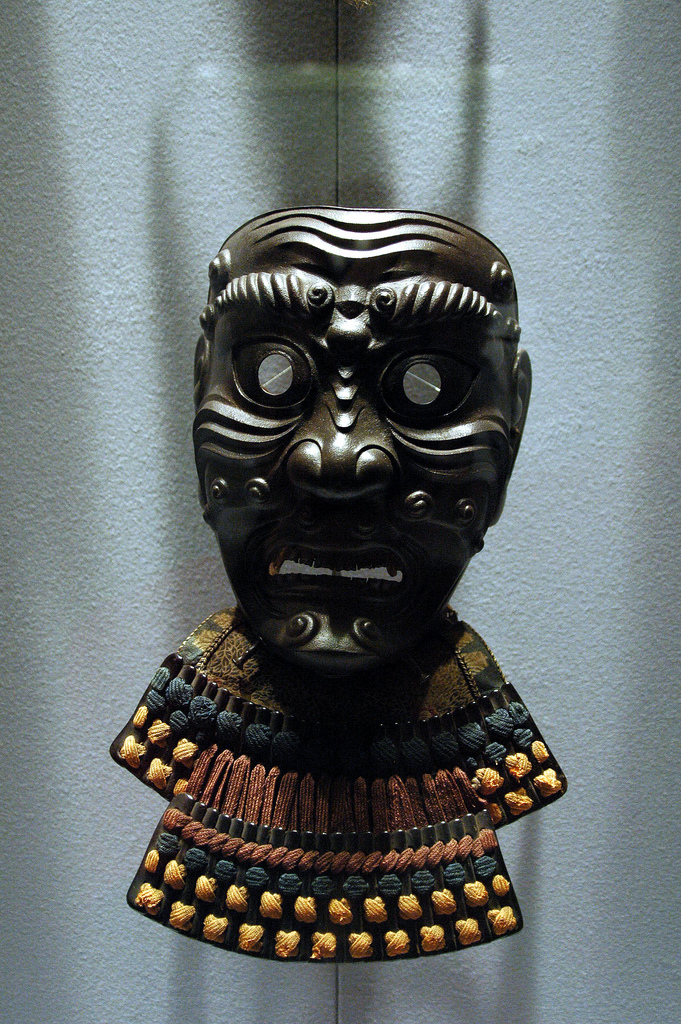
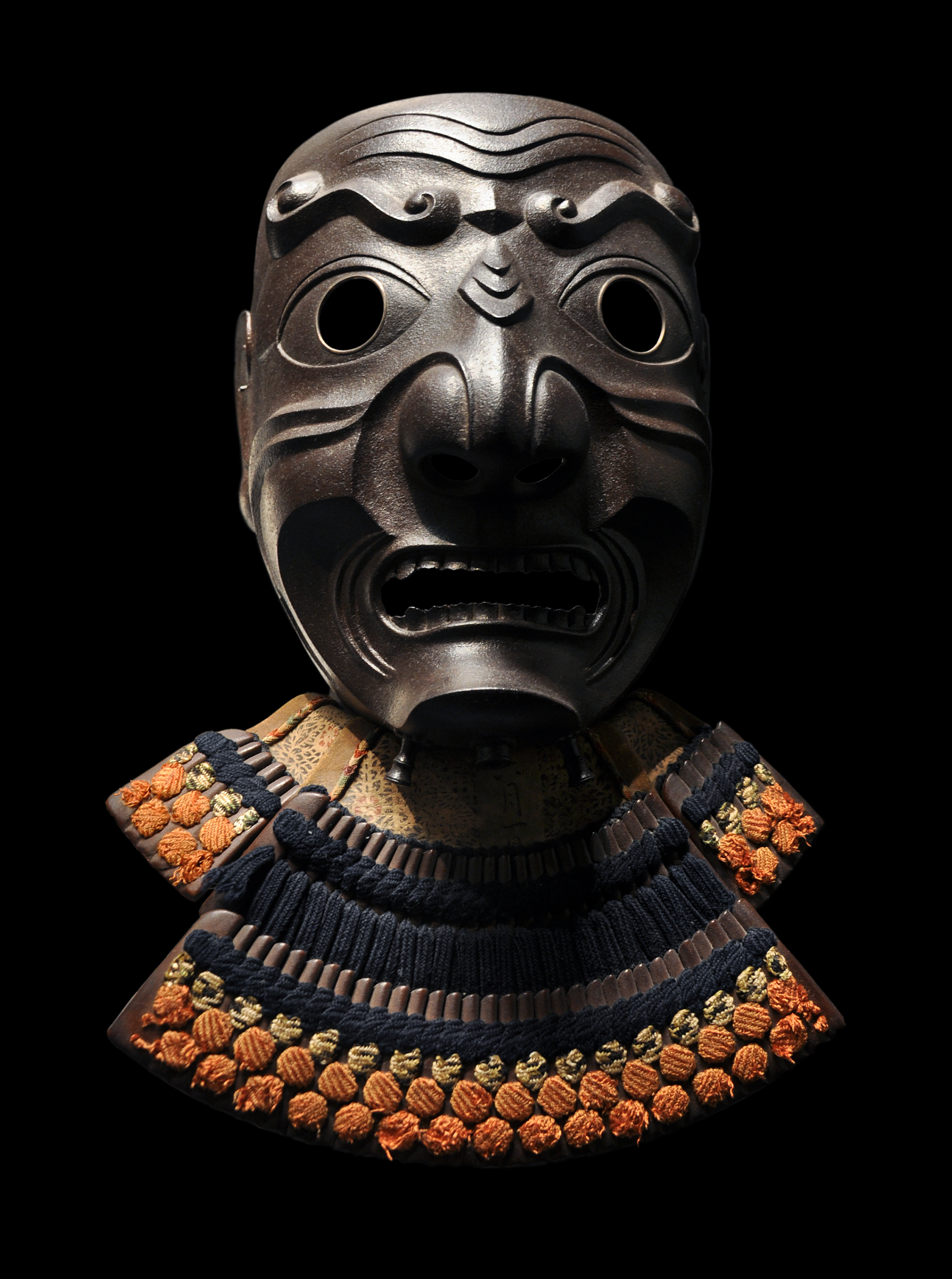
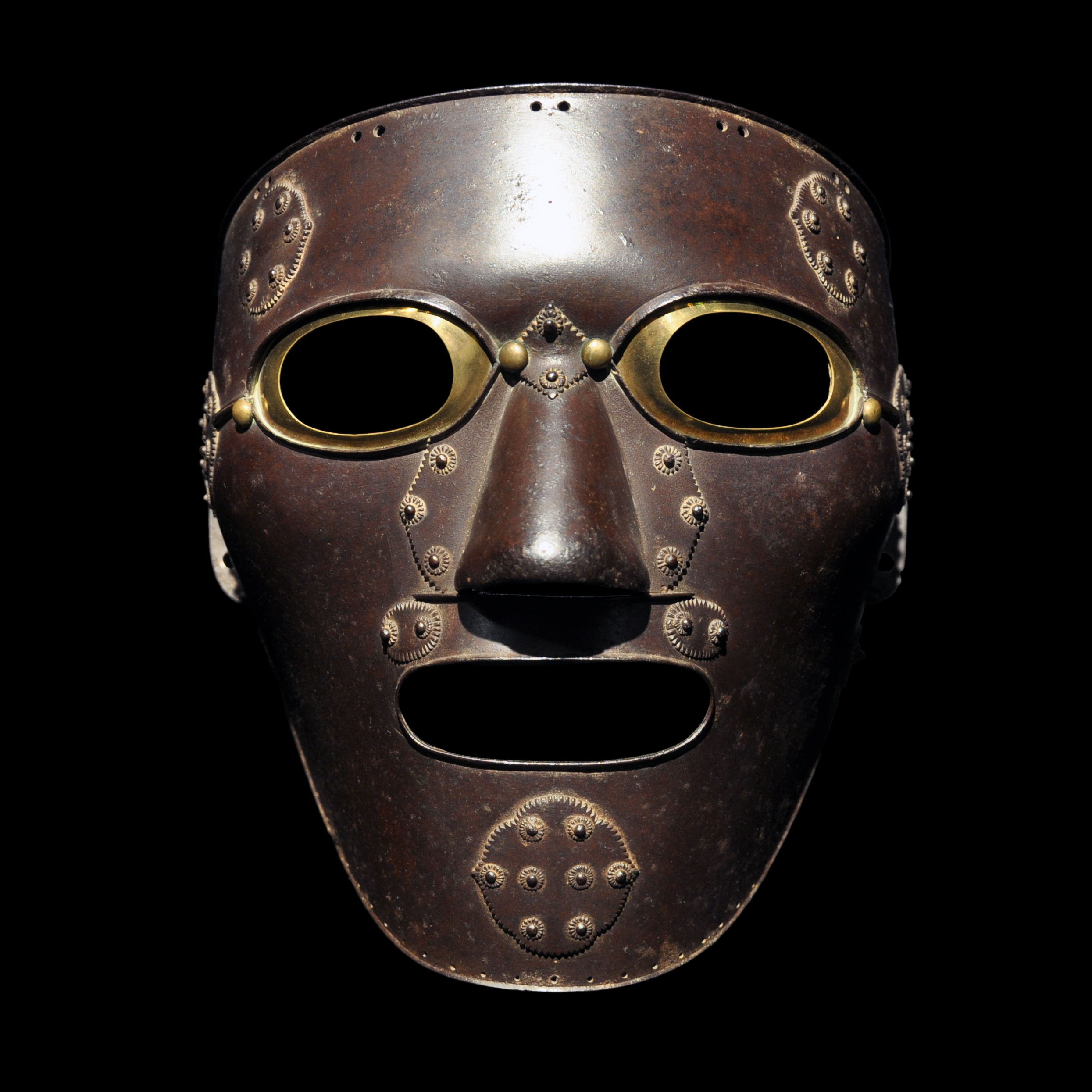
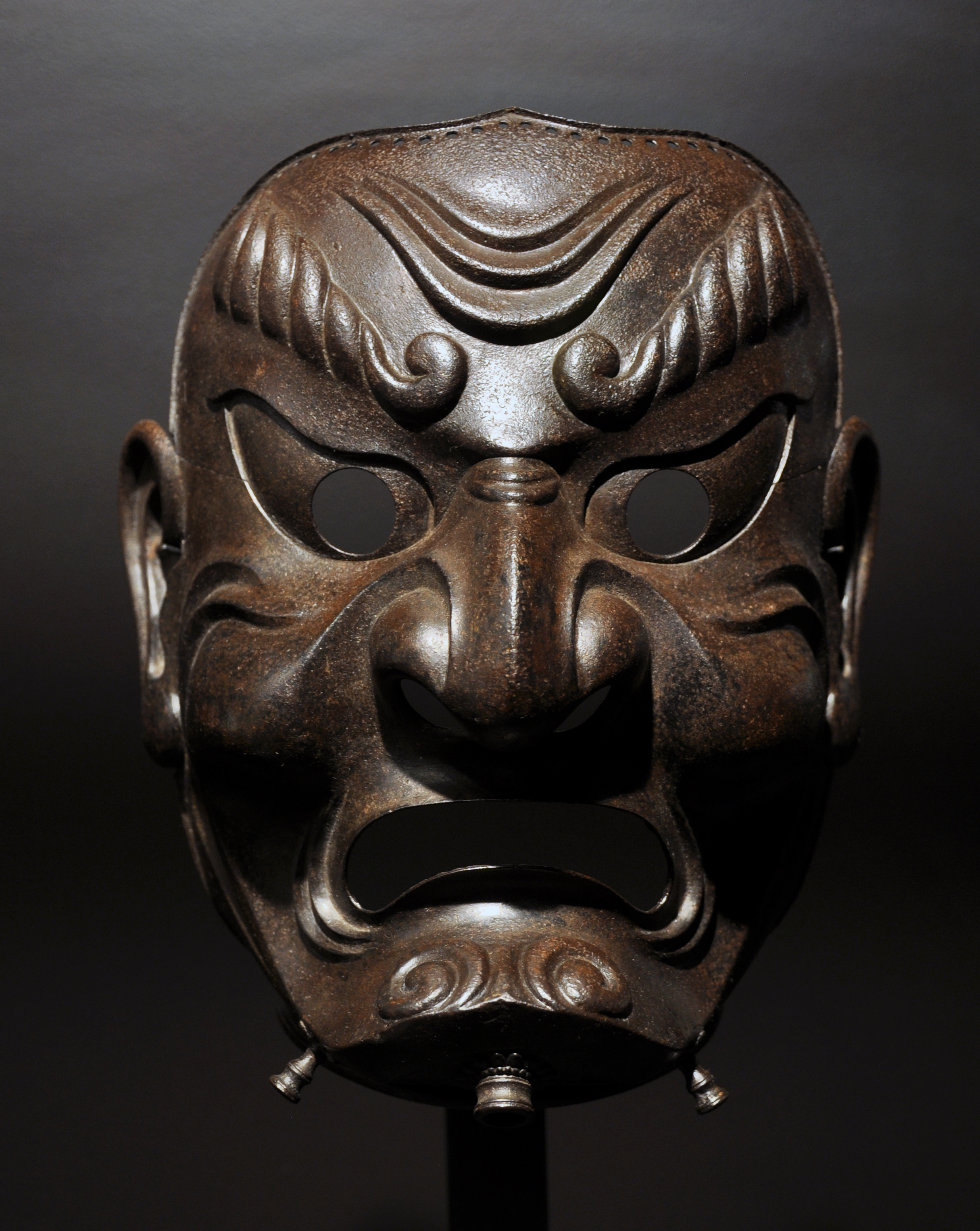

Сомен захищав все обличчя.

### Мемпо
Мемпо захищав обличчя від носа до підборіддя. Його підвидами були: бідзьо («красуня», гарні риси обличчя і великий рот), гендзьораку (яка імітує маску з театрів Гігаку, Буґаку), карура (зображення образу птиці Карура з міфів), котакурака-мен (зображення образу ворона), нара-мен (маска з Нари, зі зморшками на носі великого розміру), нері-хо (зроблена зі шкіри), окіна-бо (вуса і борода надзвичайної довжини), окіна-хо (імітує маску демона-Окіна з театру Но), ресей-мен (хижі риси обличчя, іноді з вусами і зморшками), рюбо (маска з виразом благородства), тенгу-бо (зображення образу демон-тенгу), уба-хо («стара», гладка і без зубів, маленький отвір на місці рота).

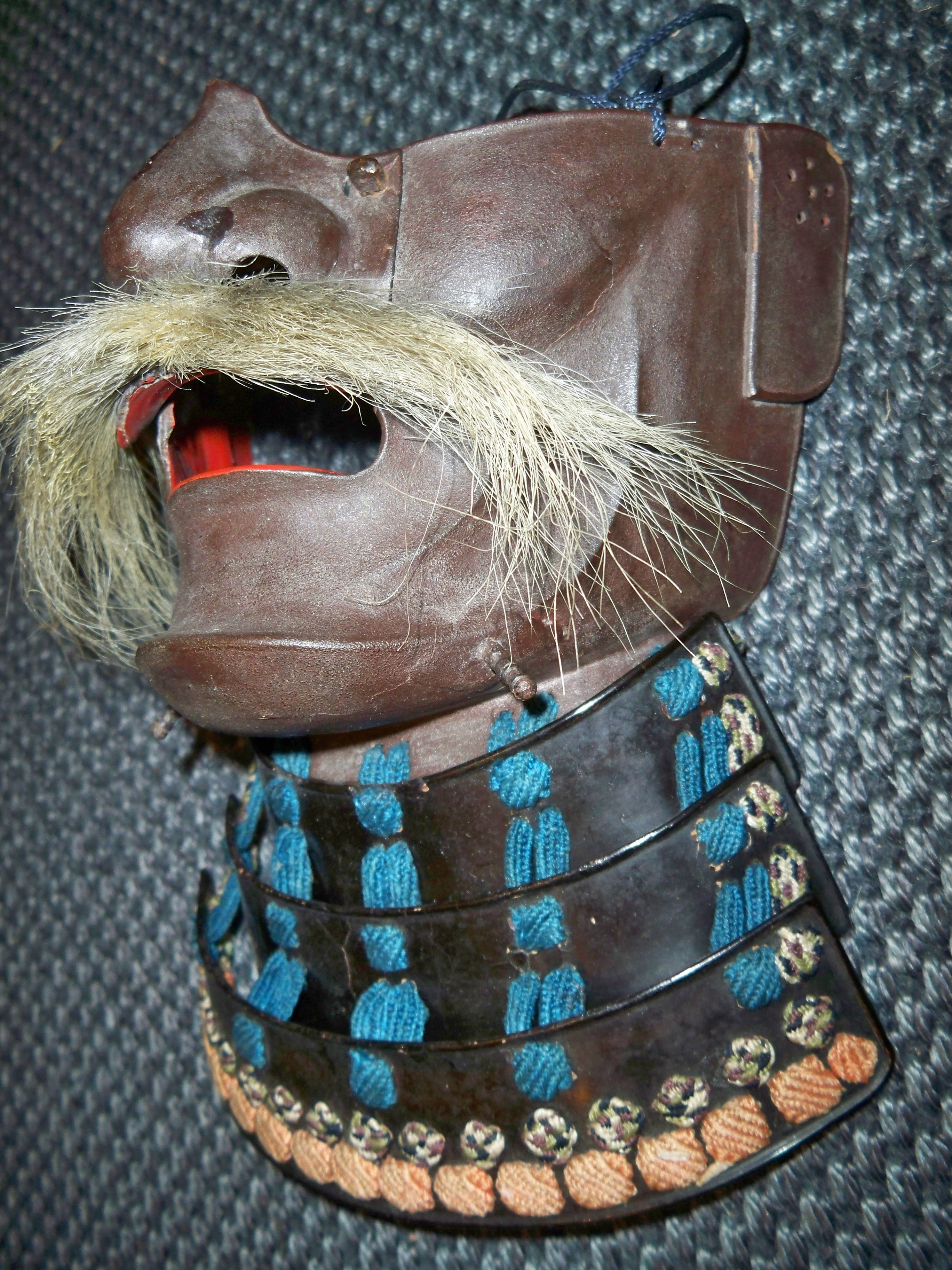
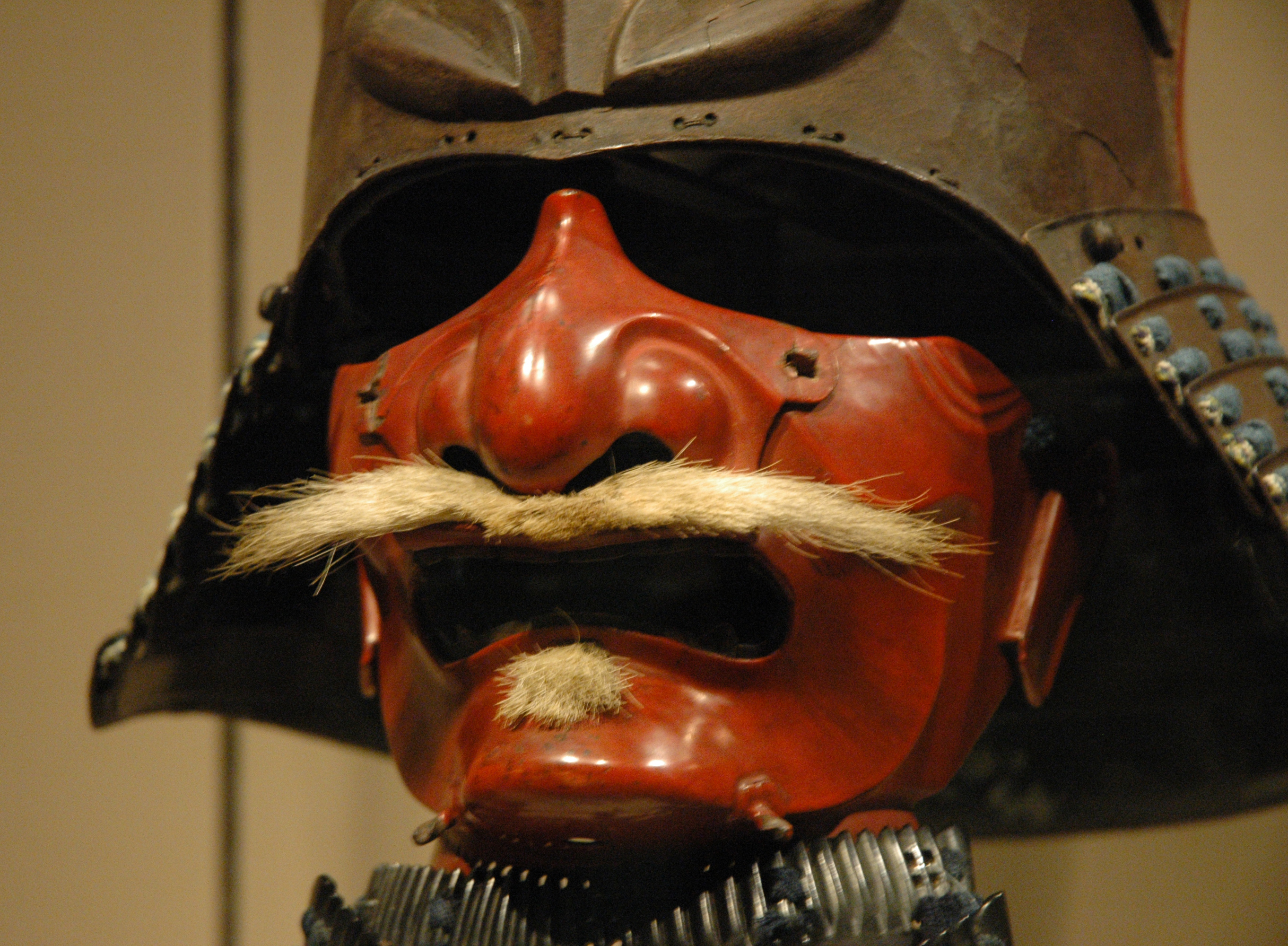
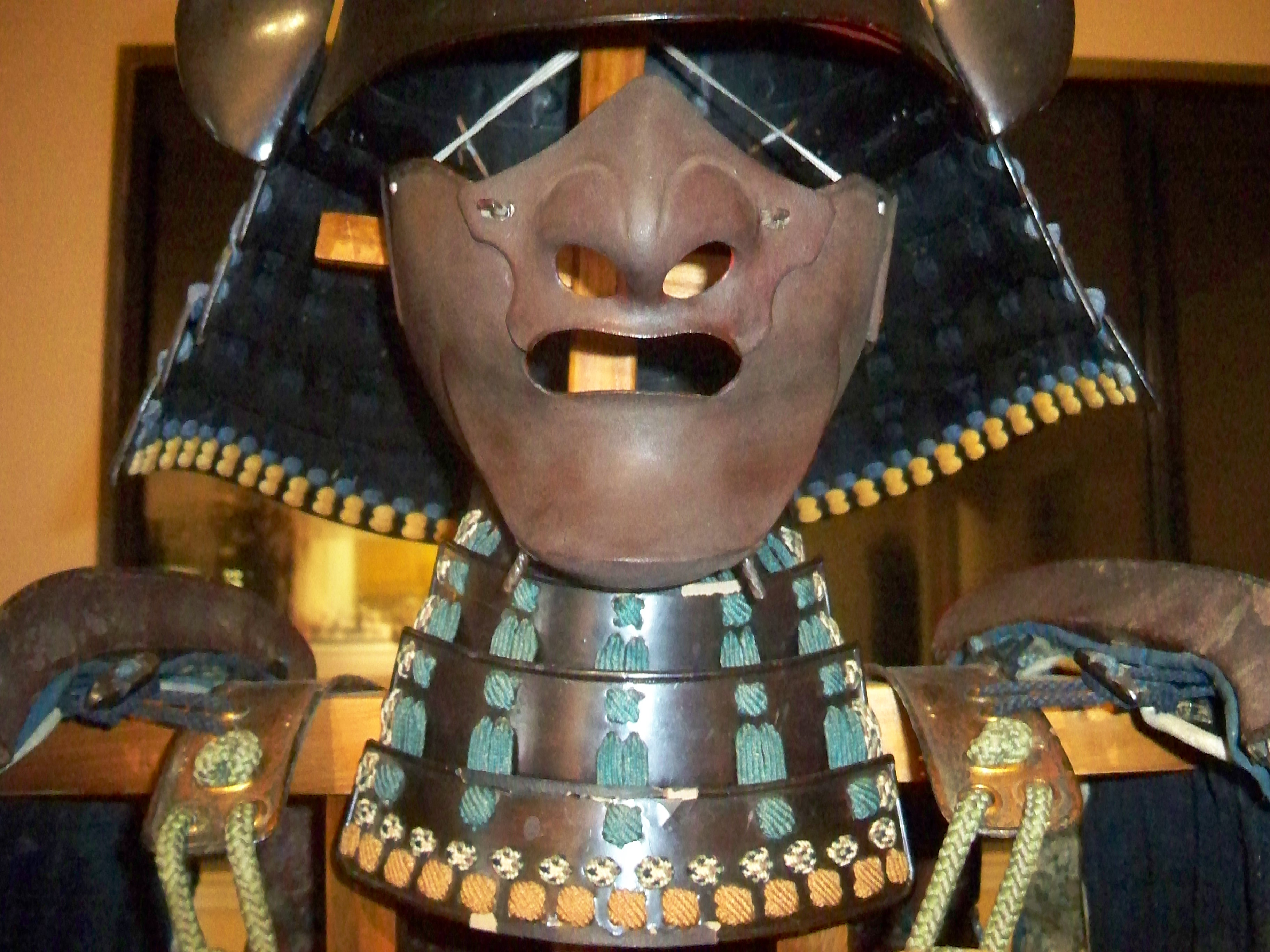
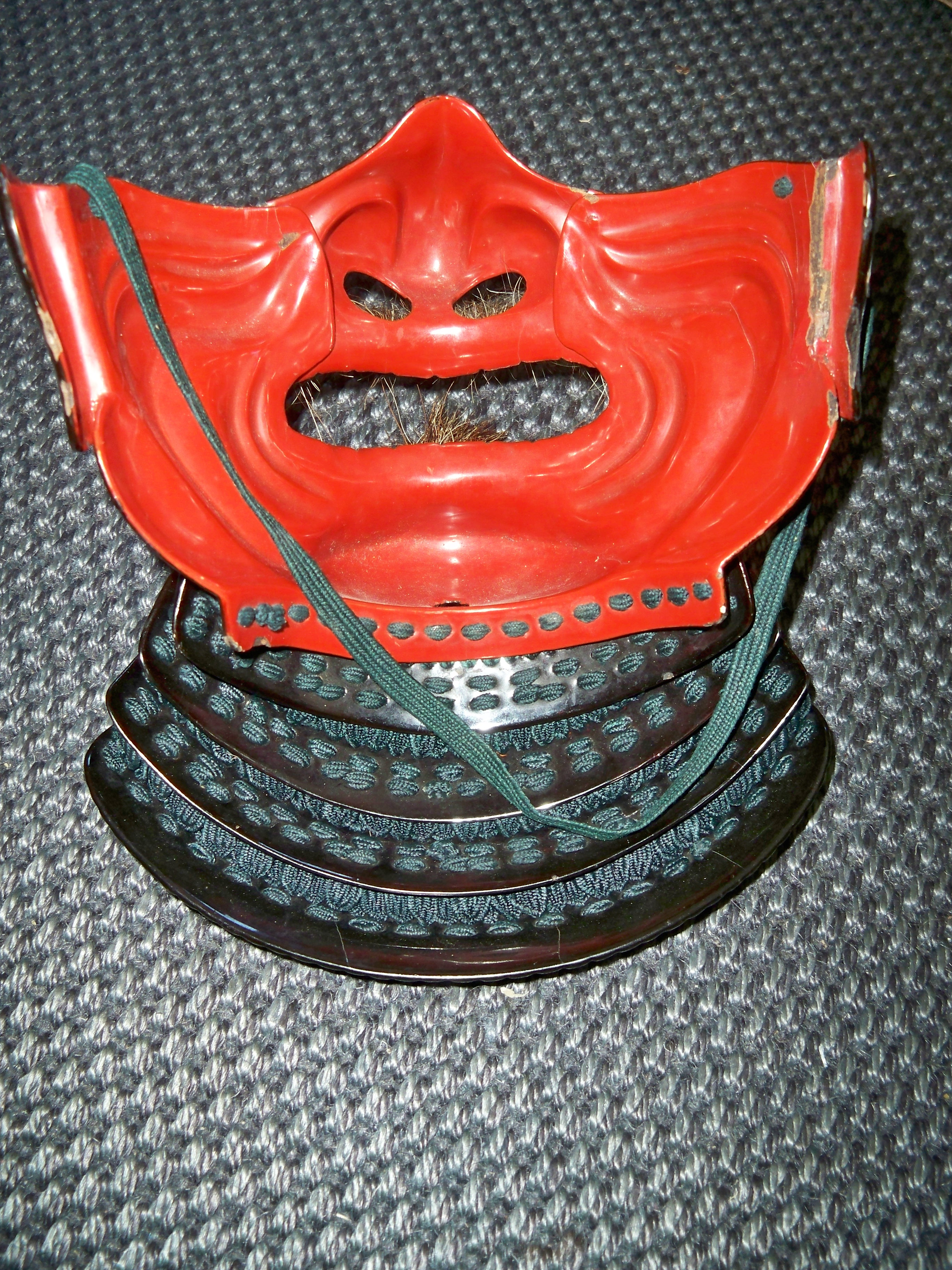

### Хамбо (хампо)
Хамбо охоплював підборіддя та щіки. Його підвидами були: еттю-бо (проста зігнута півколом пластина), цубаме-бо, цубагакуро-бо або ембі-гата (стрілоподібна роздвоєна пластина), ару-бо («щока мавпи»: приховує щоки, підборіддя та обрамляє рот) . 

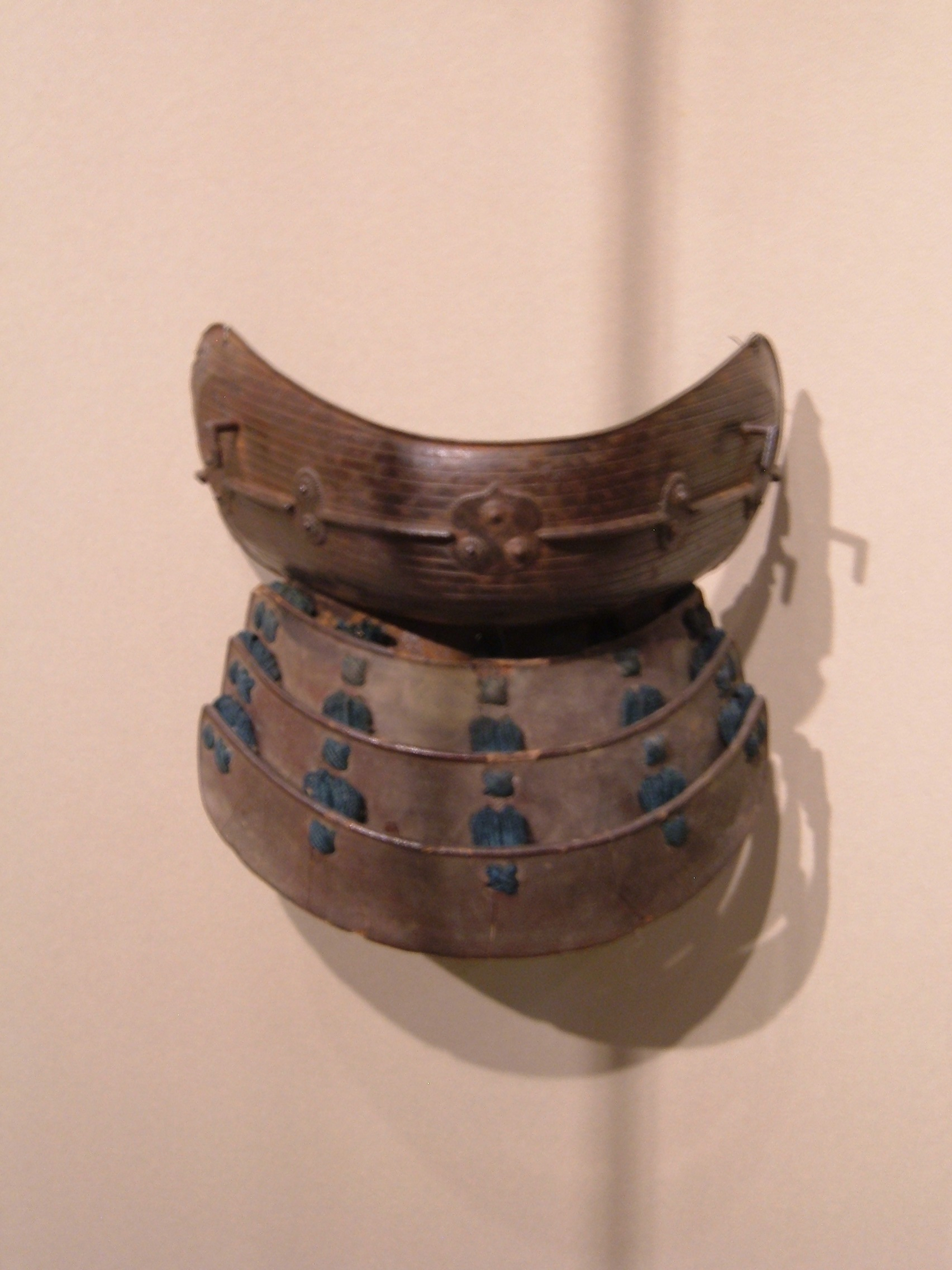
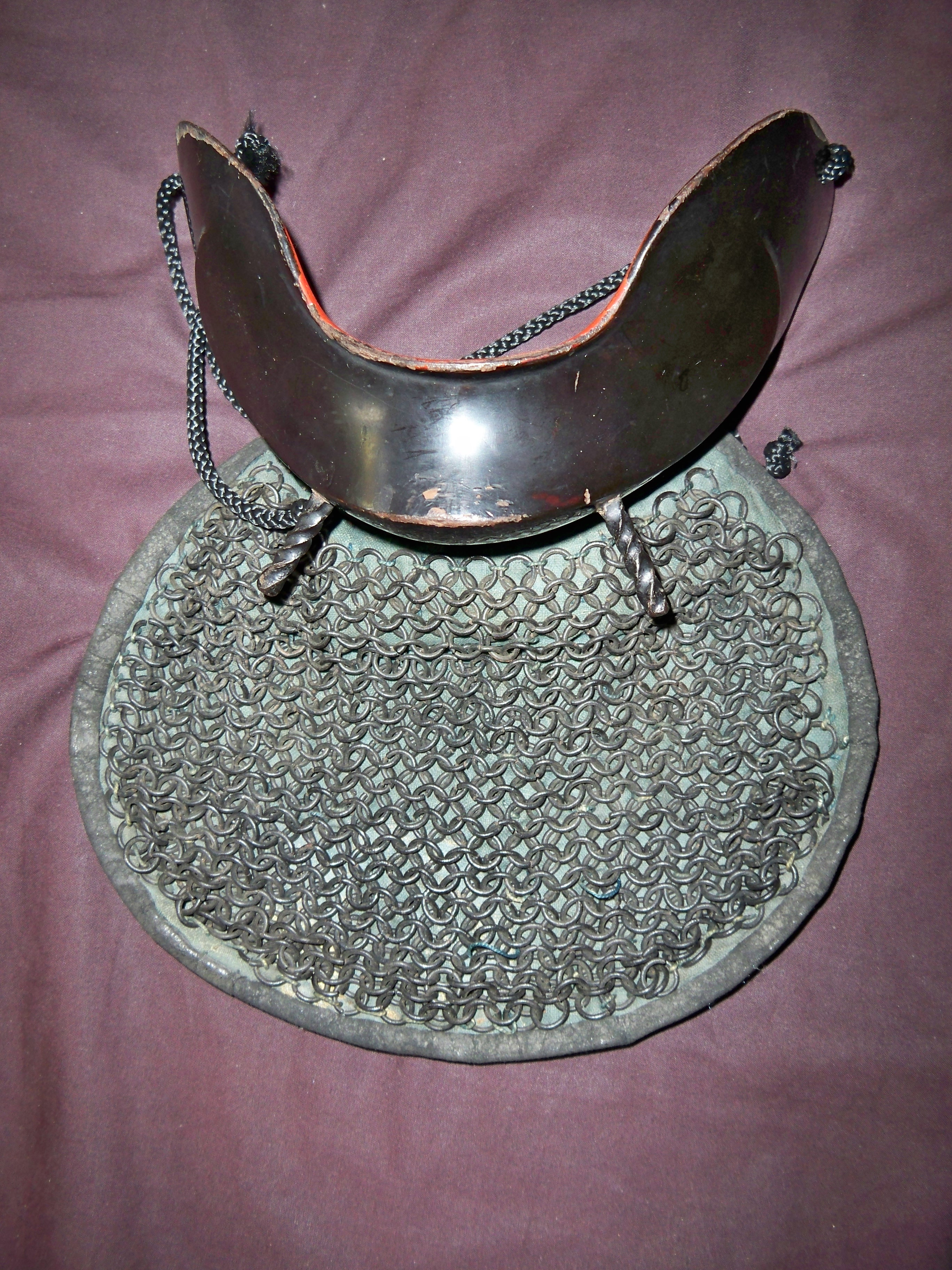
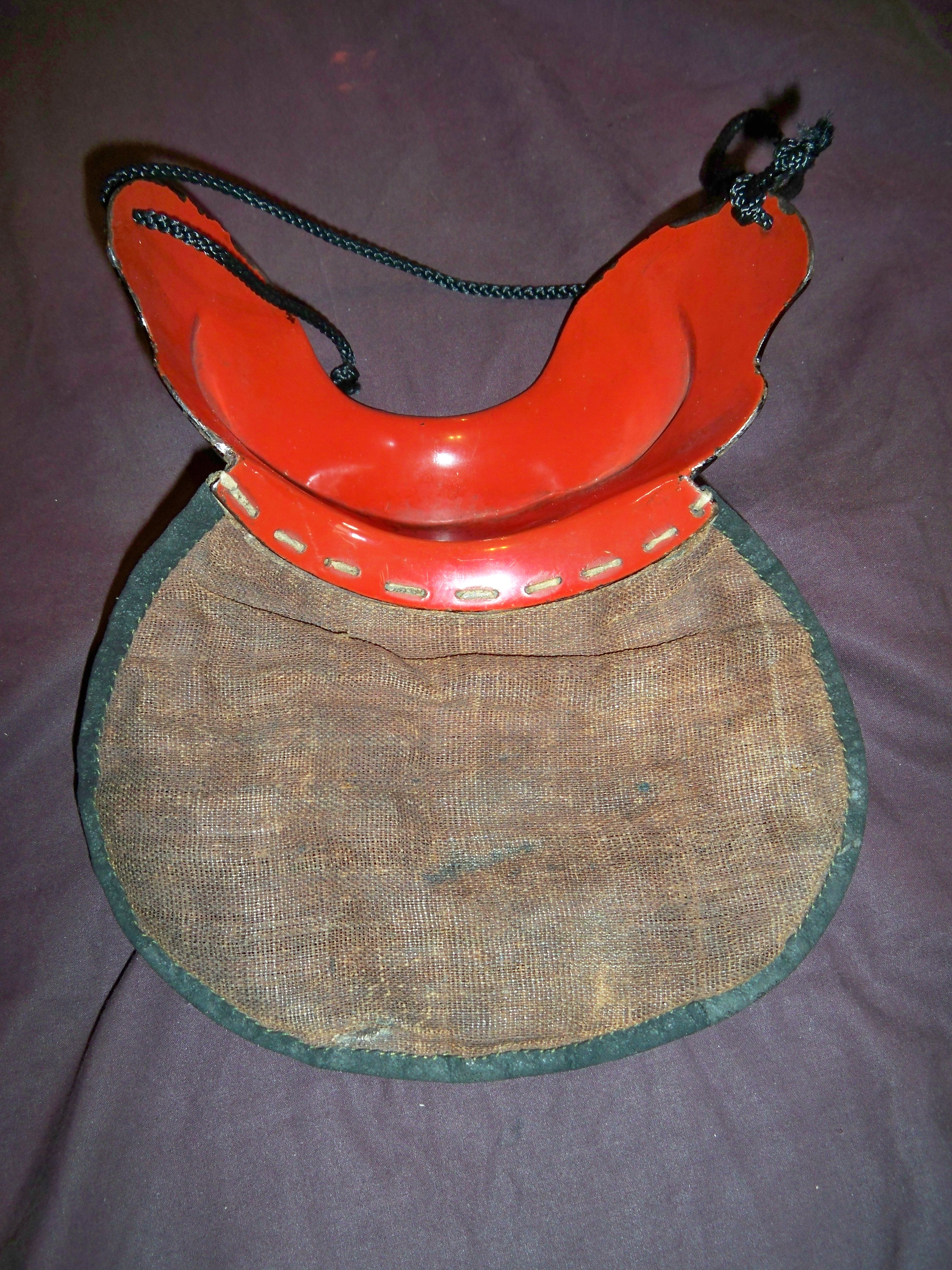

### Хаппурі

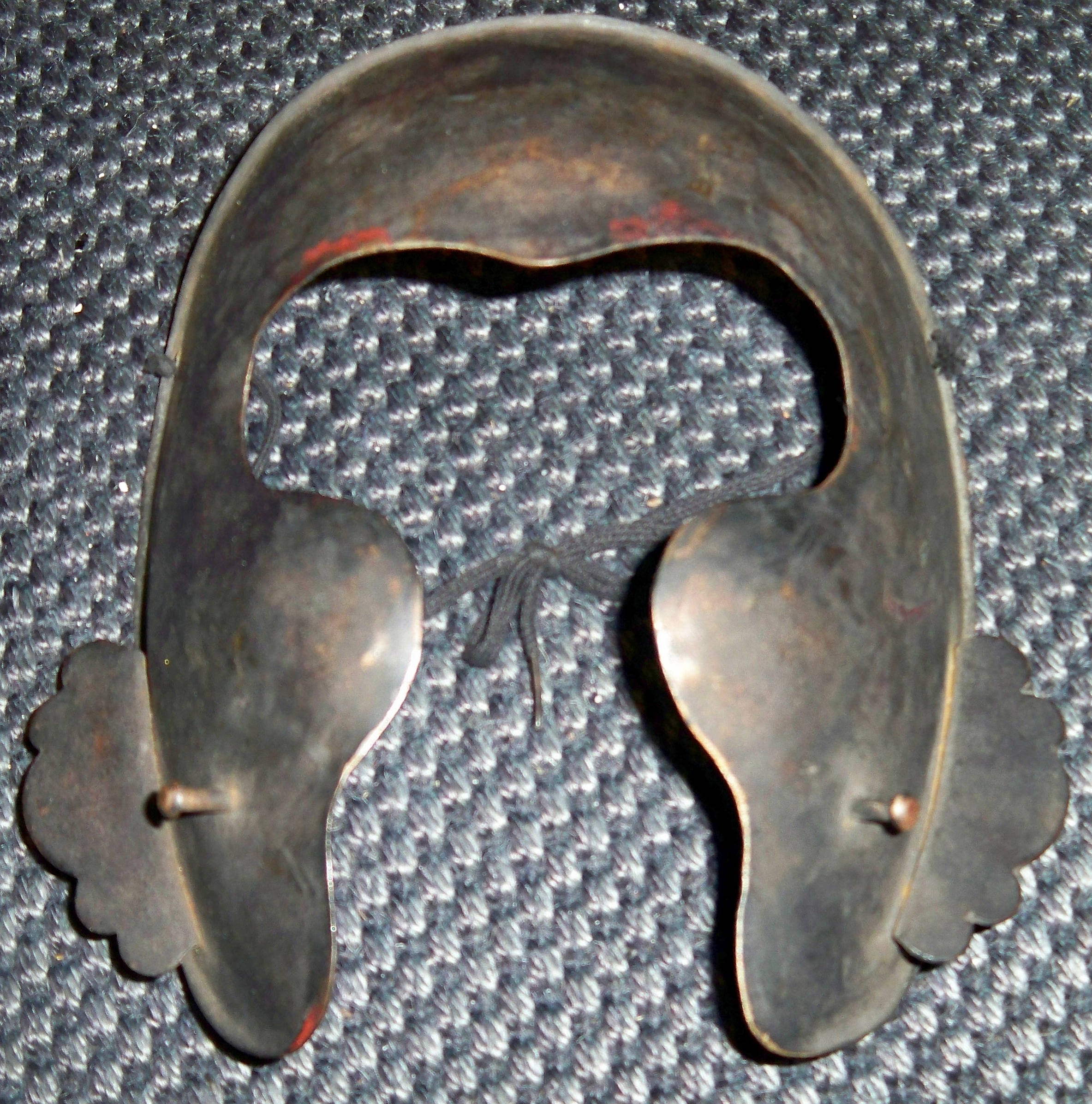
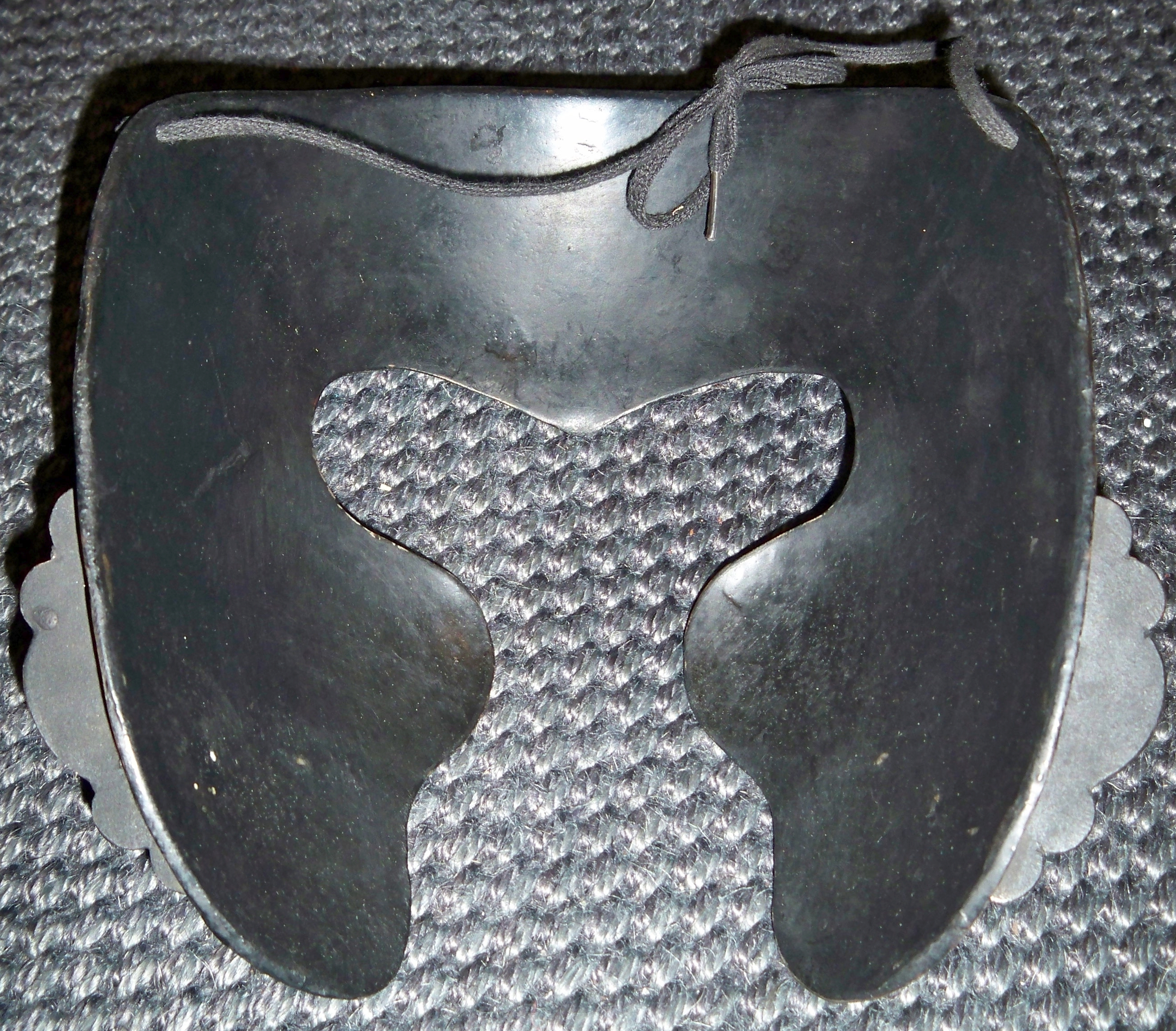

Хаппурі ховала лоб і щоки.

### Частини менгу

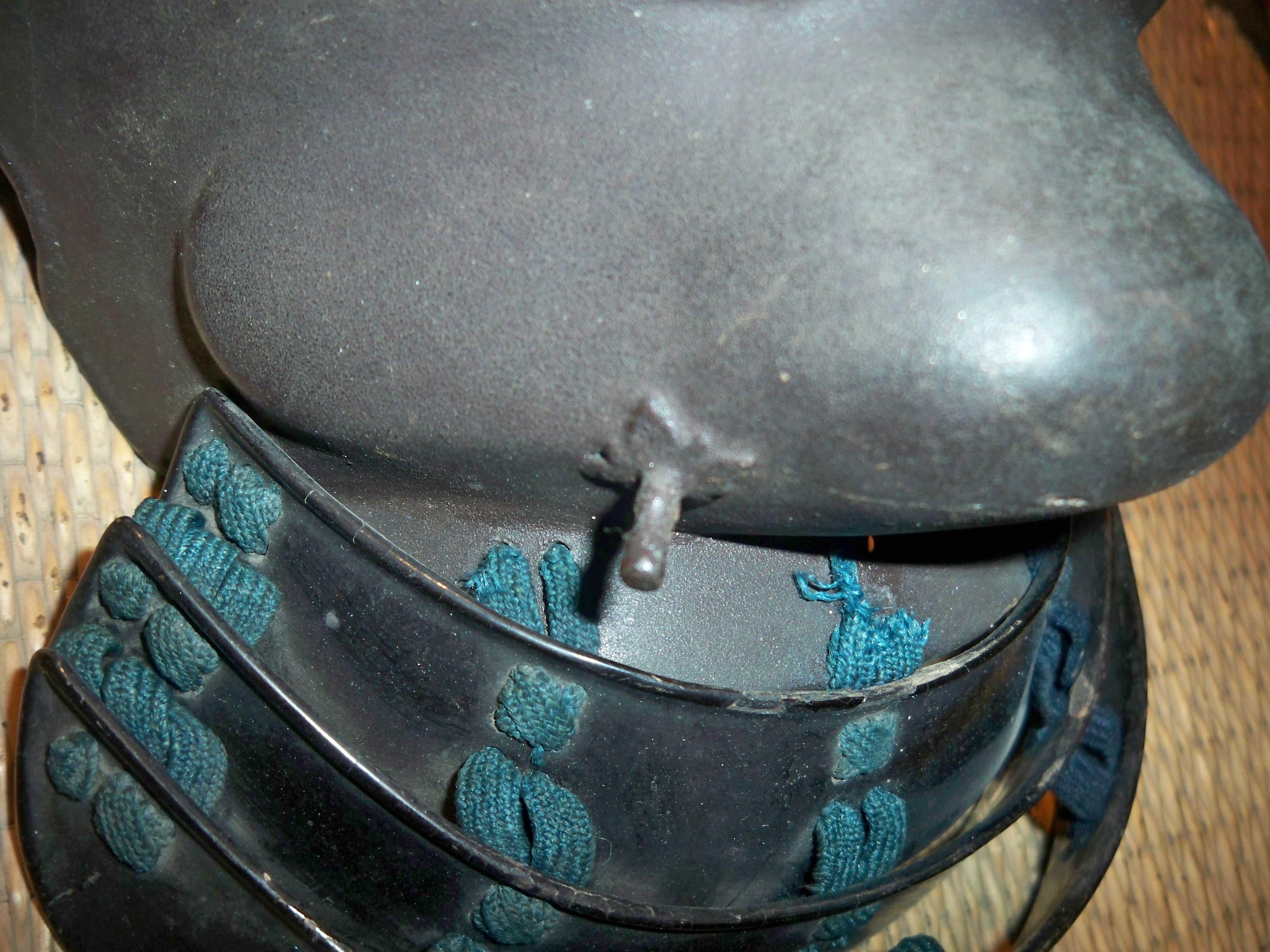
Одоме, пристрій для кріплення подборідного ременя кабуто (шолома)
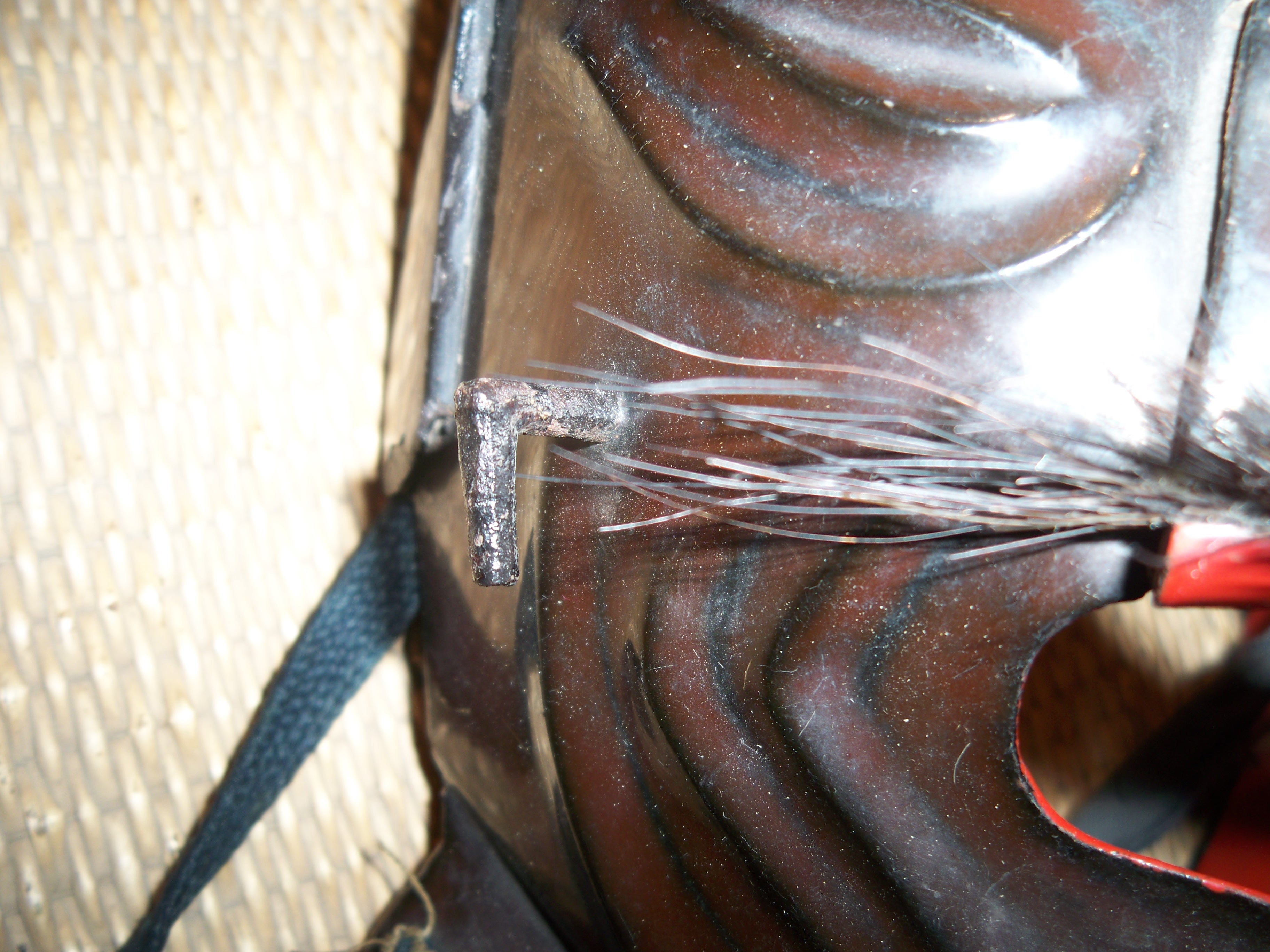
Ори-куги, крючок для кріплення підборідного ременя кабуто (шолома)
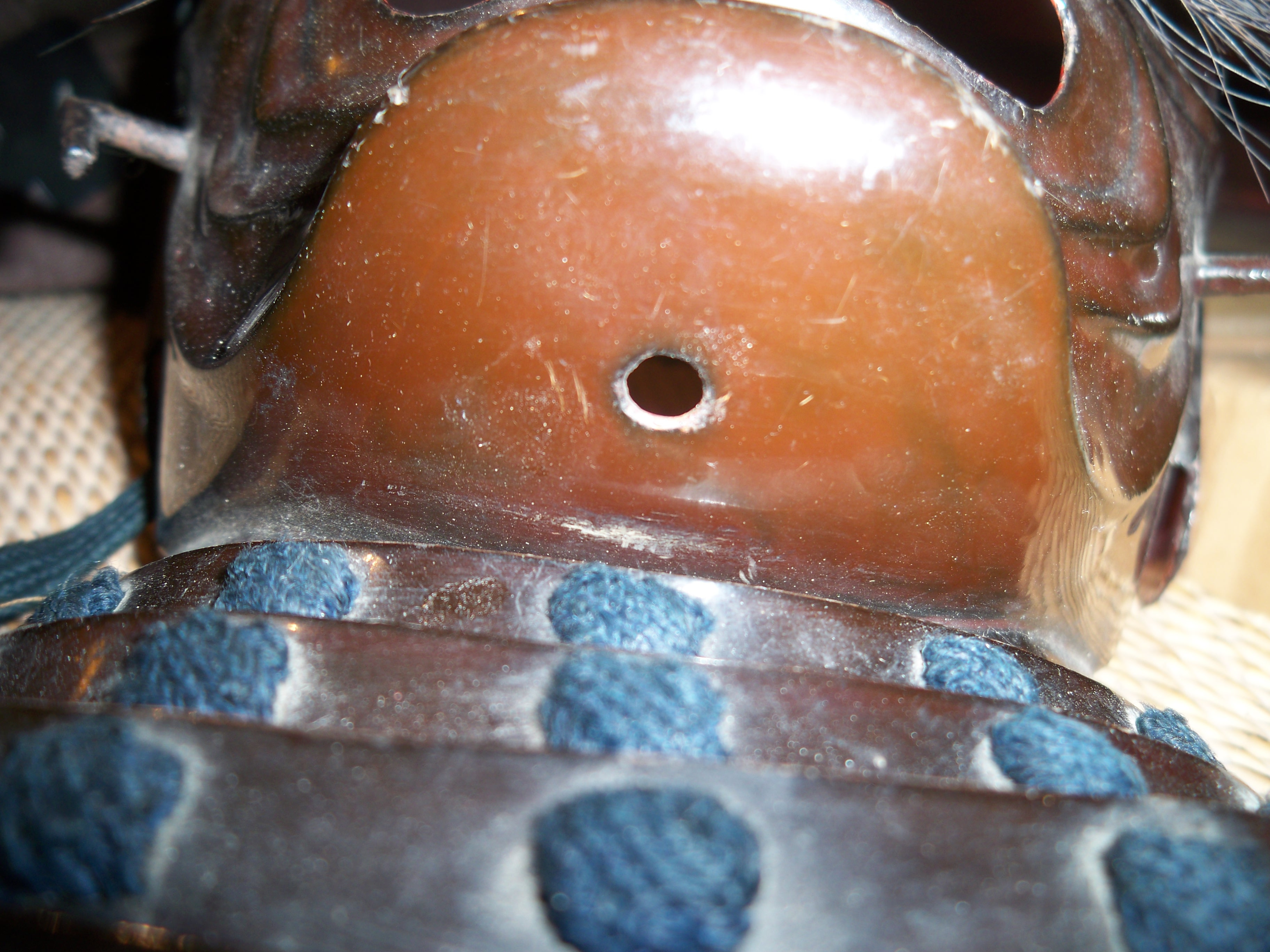
Асе нагасі-но ана, зливний отвір на підборідді менгу.
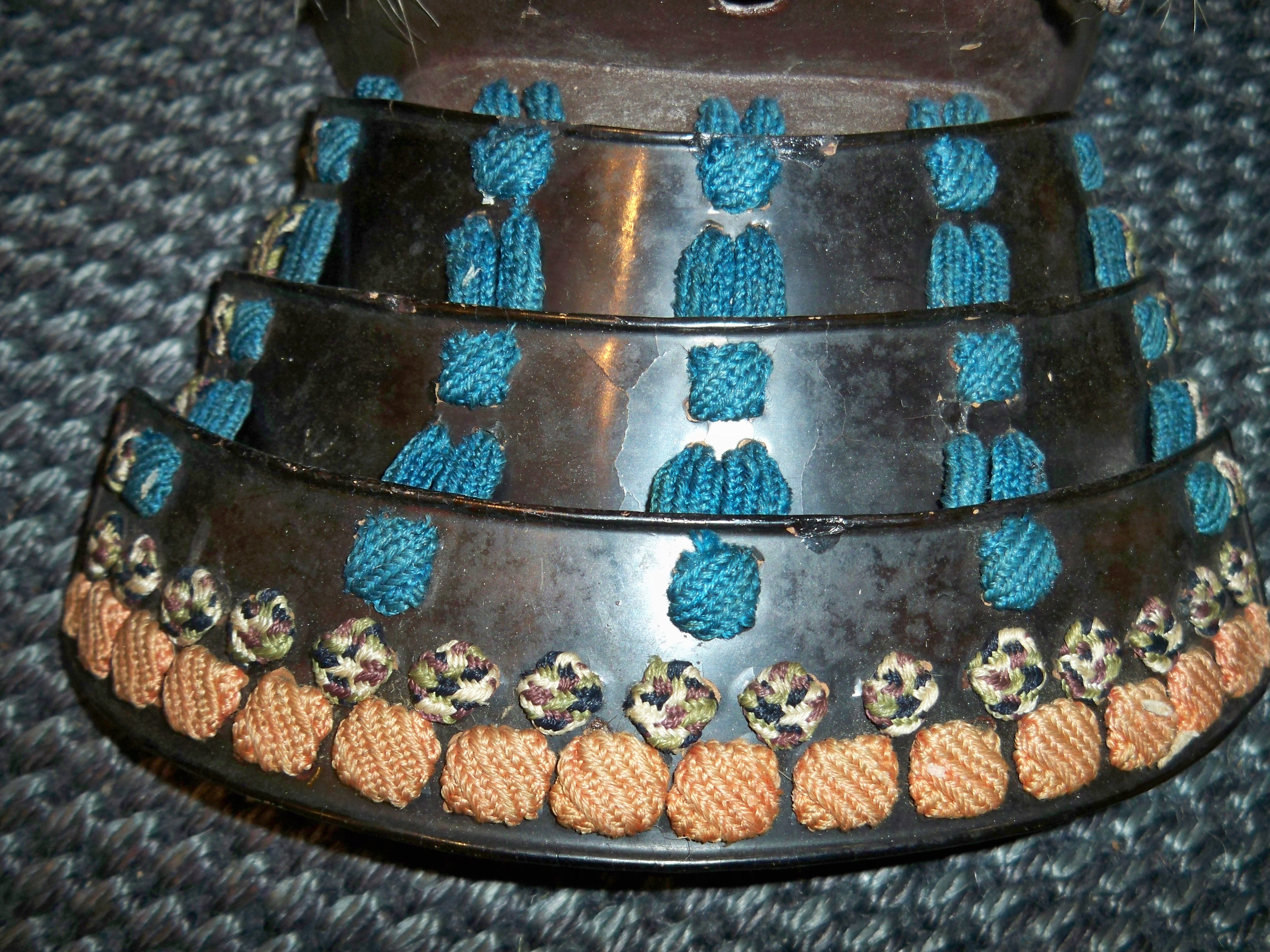
Йодаре-каке, захист для горла.